# Hendrik Arnoldus Meijroos
Hendrik Arnoldus Meijroos (Enkhuizen, 10 februari 1830 — Arnhem, 27 februari 1900) was een Nederlands violist.

## Leven en werk
Meijroos was een zoon van de deels in Duitsland geschoolde uit Alkmaar afkomstige muziekmeester Gerrit Hendrik Meijroos en Femmigje(n) Roodhard Ekker. Zijn broer Fredrik Wilhelm Meijroos werd cellist.
Hij kreeg zijn muzikale opleiding van zijn vader en ging vervolgens verder studeren te Amsterdam en Leipzig. Docenten waren F. David, Moritz Hauptmann, Becker, Böhme en Ernst Friedrich Richter. Zijn loopbaan als uitvoerend muzikant begon in het orkest van Felix Meritis, maar hij werd al snel hofmuzikant. Hij werd in 1851 muziekdirecteur en ook organist van de Grote Kerk en koordirigent, alles in Hoorn. Hij trouwde in 1854 met Sebilla Helena Petronella Georgine Gevers. In 1863 trok hij naar het oosten om in Arnhem Christof Rijk Marx af te lossen als directeur van de muziekschool in Nijmegen, maar ook als leider van het concertorkest St. Caecilia. Hij gaf toen ook leiding aan koren aldaar en in Wageningen. Na het overlijden van zijn vrouw in 1869 hertrouwde hij in 1872 met Marie Plate. In 1879 liet zijn gezondheid hem dusdanig in de steek dat hij zich terugtrok uit de meeste functies, maar hij bleef betrokken bij de Muziekschool van Arnhem.
Hij wordt gezien als docent van Wilhelmina Gips en een van haar zusters, Maria Speet en de heren Johan Rogmans, Cornelis Hendrik Coster en Johannes Messchaert. Hij kreeg in Arnhem het vaak aan de stok met een opkomend talent aldaar, Albert Kwast. Meijroos is de medeoprichter van zangvereniging Sappho, een koor dat tot in de 21e eeuw bestaat. Hij overleed vlak nadat hij zijn zeventigste verjaardag had gevierd.

## Werken
Meijroos schreef ook een aantal arrangementen en composities, die verschenen bij onder meer drukkerijen in Amsterdam, Den Haag en Arnhem:
- opus 1: Vier Lieder, voor zangstem met piano
- opus 2: Drei Lieder
  - Abendlied
  - An die Waldlerche
  - Der Trautropfen
- opus 3: Ména et Betsy, morceaux de salon, voor vierhandig piano
- opus 4: Drei Duettinen
  - Morgenlied: Morgen erwachet
  - Zufriedenlied: Was frag’ ich viel nach Geld und Gut
  - Der Mond: In stillem heiterm Glanze
- opus 7: Die Wasserrose (1865)
- opus 12: Drie geestelijke gezangen
- opus 14: Vier kleine cantates voor drie vrouwenstemmen voor
  - Kerstfeest
  - Nieuwjaarsfeest
  - Paaschfeest
  - Pinkersterfeest
- opus 16: Zwei Gesänge (1865)
- opus 17: Introduction et rondo (viool en piano)
- opus 18; Twee geestelijke gezangen
- opus 20: Drei Lieder, voor een alt met pianiobegeleiding
- opus 21: O Welt, du bist so wonderschön, voor mannenkoor met orkest of piano
- opus 23: Voorbereidende oefeningen voor hen die de zangmethodes van Concone en Sieber wenschen te volgen (1882)
- opus 36: Vier Gedichte, voor zangstem met piano
- opus 41: Des Sängers Wiederkehr, voor koor en orkest
- opus 42: Alkmaar’s ontzet (1873) waarin opgenomen drie coupletten van het Wilhelmus; ter viering van 330 jaar Ontzet van Alkmaar (1573); uitgevoerd op 9 oktober 1873[2]
- opus 43: Drei Lieder:
  - Die reinen Frauen
  - Mitternacht
  - Wenn mor sonst nichts übrig bliebe
- Feestzang bij gelegenheid der kroning van Hare Majesteit koningin Wilhelmina der Nederlanden, voor soli, gemengd koor met orkest of piano
- Twaalf fragmenten voor orkeststudie
- Enkhuizen ontwaakt, cantate voor Enkhuizer feestcommissie voor 21 mei 1872 (In 1572 schaarde Enkhuizen zich als een van de eerste Hollandse steden achter de Prins van Oranje); tekst van Dirk Harting
- Morgenfrühe
- Naar buiten (kindercantate) uit circa 1894
- Aan de phantasie, voor mannenkoor en orkest

- Gemeinsame Normdatei: 1248663160
- International Standard Name Identifier: 0000 0003 8827 805X
- Nederlandse Thesaurus van Auteursnamen: 069934991
- Virtual International Authority File: 281450892
- WorldCat: E39PBJcgB4XpCrMfbgrf84ycfq